# توماس دالبی
توماس دالبی (انگلیسی: Thomas Dolby؛ زادهٔ ۱۴ اکتبر ۱۹۵۸) یک موسیقی‌دان اهل انگلستان است. وی از سال ۱۹۸۱ میلادی تاکنون مشغول فعالیت بوده‌است. آثار دالبی از نظر تجاری خیلی موفق نبودند اما به‌واسطهٔ تصویر عجیبی که از خودش ارائه می‌کرد به‌عنوان یکی از چهره‌های شاخص سینث‌پاپ در موسیقی موج نوی اوایل دههٔ ۱۹۸۰ شناخته می‌شود. ترانه‌های «او مرا با دانشش کور کرد» (۱۹۸۲) و «بیش‌فعال!» (۱۹۸۴) از آثار اولیه و شناخته‌شدهٔ دالبی هستند.